# Vice-rois et gouverneurs de l'Inde portugaise
Le gouvernement de l'Inde portugaise commença six ans après la découverte du chemin maritime de l'Inde, par Vasco de Gama.
Ceci est la liste des gouverneurs et des vice-rois de l'Inde portugaise. Le premier titre de « vice-roi de l'Inde » a été initialement accordé par Manuel Ier à Tristão da Cunha, pour que la souveraineté portugaise soit représentée dans les territoires nouvellement découverts. En raison d'une cécité temporaire, le poste fut accordé en 1505 à Francisco de Almeida, premier vice-roi des Indes. Ce n'est cependant qu'en 1510, avec l'expansion territoriale menée par Afonso de Albuquerque, qui conquit Goa lui faisant devenir le siège de la présence portugaise, que l'on donna le nom officiel d’Estado Português da Índia (« État portugais de l'Inde »).
La dénomination « Inde », couvrait alors tous les territoires dans l'océan Indien - depuis l'Afrique australe jusqu'au Sud-est Asiatique. Initialement le roi Manuel Ier de Portugal tenta une distribution du gouvernement à trois gouverneurs avec des champs de compétence distincts, mais le poste fut centralisé par Afonso de Albuquerque, qui devint plénipotentiaire, et ainsi cela demeura. La durée du mandat était normalement de trois ans : au XVIe siècle, des trente-quatre gouverneurs de l'Inde, six seulement eurent un mandat plus long.
Pendant deux siècles, les gouverneurs avaient compétence sur l'ensemble des possessions portugaises de l'Océan Indien; c'est seulement en 1752 que le Mozambique eut droit à son propre gouverneur et en 1844, l'« État de l'Inde portugaise » cessa également d'administrer les territoires de Macao, Solor et Timor oriental, se voyant ainsi confiné à un territoire réduit dans le Malabar : Goa, Daman, Diu, Nagar Haveli, et Dadra. Il perdit ces deux dernières enclaves en 1954, et enfin les trois autres en décembre 1961 quand ils furent occupés par l'Union indienne (bien que le Portugal n'ait reconnu cette occupation qu'après la révolution des Œillets, en 1975). Ainsi se termina, après quatre siècles et demi de domination portugaise, l'État portugais de l'Inde.
Il convient de noter que, pendant la durée de la monarchie portugaise, le titre du chef du gouvernement de l'Inde portugaise varia entre «gouverneur» et «vice-roi». Le titre de vice-roi était attribué uniquement aux membres de la noblesse, et a été officiellement aboli en 1774, bien que plus tard il ait été accordé de façon sporadique, pour disparaître finalement après 1835, comme on peut le voir sur la liste suivante:

## Liste des gouverneurs et vice-rois
| Dates                | Nom | Désignation officielle                               | Roi                          |
| 1505 - 1509          | Francisco de Almeida | Vice-roi                                             | Manuel I (1495-1521)         |
| 1509 - 1515          | Afonso de Albuquerque | Gouverneur                                           | Manuel I (1495-1521)         |
| 1515 - 1518          | Lopo Soares de Albergaria | Gouverneur                                           | Manuel I (1495-1521)         |
| 1518 - 1522          | Diogo Lopes de Sequeira | Gouverneur                                           | Manuel I (1495-1521)         |
| 1522 - 1524          | Duarte de Menezes | Gouverneur                                           | Jean III (1521-57)           |
| 1524                 | Vasco de Gama | Gouverneur                                           | Jean III (1521-57)           |
| 1524 - 1526          | Henrique de Menezes | Gouverneur                                           | Jean III (1521-57)           |
| 1526 - 1529          | Lopo Vaz de Sampaio | Gouverneur                                           | Jean III (1521-57)           |
| 1529 - 1538          | Nuno da Cunha | Gouverneur                                           | Jean III (1521-57)           |
| 1538 - 1540          | Garcia de Noronha | Vice-roi                                             | Jean III (1521-57)           |
| 1540 - 1542          | Estêvão de Gama | Gouverneur                                           | Jean III (1521-57)           |
| 1542 - 1545          | Martim Afonso de Sousa | Gouverneur                                           | Jean III (1521-57)           |
| 1545 - 1548          | D. João de Castro | Gouverneur                                           | Jean III (1521-57)           |
| 1548                 | D. João de Castro | Vice-roi                                             | Jean III (1521-57)           |
| 1548 - 1549          | Garcia de Sá | Gouverneur                                           | Jean III (1521-57)           |
| 1549 - 1550          | Jorge Cabral | Gouverneur                                           | Jean III (1521-57)           |
| 1550 - 1554          | Afonso de Noronha | Vice-roi                                             | Jean III (1521-57)           |
| 1554 - 1555          | Pedro de Mascarenhas | Vice-roi                                             | Jean III (1521-57)           |
| 1555 - 1558          | Francisco Barreto | Gouverneur                                           | Jean III (1521-57)           |
| 1558 - 1561          | Constantino de Braganza | Vice-roi                                             | Sébastien Ier (1557-78)      |
| 1561 - 1564          | Francisco Coutinho, comte de Redondo | Vice-roi                                             | Sébastien Ier (1557-78)      |
| 1564                 | João de Mendonça Furtado | Gouverneur                                           | Sébastien Ier (1557-78)      |
| 1564 - 1568          | Antão de Noronha | Vice-roi                                             | Sébastien Ier (1557-78)      |
| 1568 - 1571          | Luís de Ataíde, conde de Atouguia (1re fois) | Vice-roi                                             | Sébastien Ier (1557-78)      |
| 1571 - 1573          | António de Noronha | Gouverneur                                           | Sébastien Ier (1557-78)      |
| 1573 - 1576          | António Moniz Barreto | Gouverneur                                           | Sébastien Ier (1557-78)      |
| 1576                 | Rui Lourenço de Távora (mourut pendant le voyage, avant d'atteindre l'Inde) | Vice-roi                                             | Sébastien Ier (1557-78)      |
| 1576 - 1578          | D. Diogo de Menezes | Gouverneur                                           | Sébastien Ier (1557-78)      |
| 1578 - 1581          | Luís de Ataíde, conde de Atouguia (2e fois) | Vice-roi                                             | Henri Ier (1578-80)          |
| 1581                 | Fernão Teles de Menezes | Gouverneur                                           | Antoine (1580)               |
| 1581 - 1584          | Francisco de Mascarenhas | Vice-roi                                             | Philippe I (1580-98)         |
| 1584 - 1588          | Duarte de Meneses | Vice-roi                                             | Philippe I (1580-98)         |
| 1588 - 1591          | Manuel de Sousa Coutinho | Gouverneur                                           | Philippe I (1580-98)         |
| 1591 - 1597          | Matias de Albuquerque | Vice-roi                                             | Philippe I (1580-98)         |
| 1597 - 1600          | Francisco da Gama, comte de Vidigueira (1re fois) | Vice-roi                                             | Philippe II (1598-1621)      |
| 1600 - 1605          | Aires de Saldanha | Vice-roi                                             | Philippe II (1598-1621)      |
| 1605 - 1607          | D. Martim Afonso de Castro | Vice-roi                                             | Philippe II (1598-1621)      |
| 1607 - 1609          | D. Frei Aleixo de Menezes, archevêque de Goa et primat des Indes | Gouverneur                                           | Philippe II (1598-1621)      |
| 1609                 | André Furtado de Mendonça | Gouverneur                                           | Philippe II (1598-1621)      |
| 1609 - 1612          | Rui Lourenço de Távora | Vice-roi                                             | Philippe II (1598-1621)      |
| 1612 - 1617          | Jerónimo de Azevedo | Vice-roi                                             | Philippe II (1598-1621)      |
| 1617 - 1619          | João Coutinho | Vice-roi                                             | Philippe II (1598-1621)      |
| 1619                 | Jerónimo Coutinho | Gouverneur                                           | Philippe II (1598-1621)      |
| 1619                 | Afonso de Noronha | Vice-roi                                             | Philippe II (1598-1621)      |
| 1619 - 1622          | Fernão de Albuquerque | Gouverneur                                           | Philippe II (1598-1621)      |
| 1622 - 1628          | D. Francisco da Gama, comte de Vidigueira (2e fois) | Vice-roi                                             | Philippe III (1621-40)       |
| 1628 - 1629          | D. Frei Luis de Brito e Menezes, évêque de Meliapor | Vice-roi                                             | Philippe III (1621-40)       |
| 1629                 | Nuno Álvares Botelho, D. Lourenço da Cunha et Gonçalo Pinto da Fonseca | Conseil du gouvernement interim                      | Philippe III (1621-40)       |
| 1629 - 1635          | Miguel de Noronha, comte de Linhares | Vice-roi                                             | Philippe III (1621-40)       |
| 1635 - 1639          | Pêro da Silva | Vice-roi                                             | Philippe III (1621-40)       |
| 1639 - 1640          | António Teles de Menezes | Gouverneur                                           | Philippe III (1621-40)       |
| 1640 - 1644          | D. João da Silva Telo e Menezes, comte de Aveiras (1re fois) | Vice-roi                                             | Jean IV (1640-56)            |
| 1644 - 1651          | D. Filipe de Mascarenhas | Vice-roi                                             | Jean IV (1640-56)            |
| 1651                 | D. João da Silva Telo e Menezes, comte de Aveiras (2e fois) | Vice-roi                                             | Jean IV (1640-56)            |
| 1651 - 1652          | D. Frei Francisco dos Mártires, Francisco de Melo e Castro et António de Sousa Coutinho | Conseil du gouvernement interim                      | Jean IV (1640-56)            |
| 1652 - 1655          | Vasco de Mascarenhas, comte de Óbidos | Gouverneur                                           | Jean IV (1640-56)            |
| 1655                 | D. Brás de Castro (usurpateur) | Gouverneur                                           | Jean IV (1640-56)            |
| 1655 - 1656          | D. Rodrigo da Silveira, conde de Sarzedas | Gobernador                                           | Jean IV (1640-56)            |
| 1656                 | Manuel Mascarenhas Homem | Gouverneur                                           | Alphonse VI (1656-75)        |
| 1656 - 1661          | Manuel Mascarenhas Homem, Francisco de Melo e Castro et António de Sousa Coutinho | Conseil du gouvernement interim                      | Alphonse VI (1656-75)        |
| 1661                 | Luís de Mendonça Furtado e Albuquerque, D. Manuel Mascarenhas et D. Pedro de Lencastre | Conseil du gouvernement interim                      | Alphonse VI (1656-75)        |
| 1661 - 1662          | Luís de Mendonça Furtado e Albuquerque, António de Melo e Castro et D. Pedro de Lencastre | Conseil du gouvernement interim                      | Alphonse VI (1656-75)        |
| 14 à 16 déc. de 1662 | Luís de Mendonça Furtado e Albuquerque et António de Melo e Castro | Conseil du gouvernement interim                      | Alphonse VI (1656-75)        |
| 1662 - 1666          | António de Melo e Castro | Vice-roi                                             | Alphonse VI (1656-75)        |
| 1666 - 1668          | João Nunes da Cunha, comte de São Vicente | Vice-roi                                             | Alphonse VI (1656-75)        |
| 1668 - 1671          | António de Melo e Castro, Manuel Corte-Real de Sampaio et Luís de Miranda Henriques | Conseil du gouvernement intérim                      | Alphonse VI (1656-75)        |
| 1671 - 1676          | Luís de Mendonça Furtado e Albuquerque, comte de Lavradio | Vice-roi                                             | Alphonse VI (1656-75)        |
| 1676 - 1678          | D. Pedro de Almeida Portugal | Vice-roi                                             | Pierre II (1675-1706)        |
| 1678                 | D. Frei António Brandão, archevêque et primat des Indes et António Pais de Sande | Conseil du gouvernement intérim                      | Pierre II (1675-1706)        |
| 1678 - 1681          | D. Frei António Brandão, archevêque de Goa et primat des Indes | Gouverneur intérimaire                               | Pierre II (1675-1706)        |
| 1681 - 1686          | Francisco de Távora, conde de Alvor | Vice-roi                                             | Pierre II (1675-1706)        |
| 1686 - 1690          | D. Rodrigo da Costa | Gouverneur                                           | Pierre II (1675-1706)        |
| 1690 - 1691          | D. Miguel de Almeida | Gouverneur                                           | Pierre II (1675-1706)        |
| 1691                 | D. Fernando Martins de Mascarenhas de Lencastre et Luís Gonçalves Cota | Conseil du gouvernement intérim                      | Pierre II (1675-1706)        |
| 1691 - 1692          | D. Fernando Martins de Mascarenhas de Lencastre et D. Frei Agostinho da Anunciação, archevêque de Goa et primat des Indes | Conseil du gouvernement intérim                      | Pierre II (1675-1706)        |
| 1692 - 1697          | D. Pedro António de Noronha de Albuquerque, comte de Vila Verde et marquis de Angeja | Vice-roi                                             | Pierre II (1675-1706)        |
| 1697 - 1701          | António Luís Gonçalves da Câmara Coutinho, comte de Vila Verde | Vice-roi                                             | Pierre II (1675-1706)        |
| 1701 - 1702          | D. Frei Agostinho da Anunciação, archevêque de Goa et primat des Indes et D. Vasco Lima Coutinho | Conseil du gouvernement intérim                      | Pierre II (1675-1706)        |
| 1702 - 1707          | Caetano de Melo e Castro | Vice-roi                                             | Pierre II (1675-1706)        |
| 1707 - 1712          | D. Rodrigo da Costa | Vice-roi                                             | Jean V (1706-50)             |
| 1712 - 1717          | Vasco Fernandes César de Menezes | Vice-roi                                             | Jean V (1706-50)             |
| 1717                 | D. Sebastião de Andrade Pessanha | Gouverneur                                           | Jean V (1706-50)             |
| 1717 - 1720          | D. Luís Carlos Inácio Xavier de Meneses, comte de Ericeira et marquis de Louriçal (1°fois) | Vice-roi                                             | Jean V (1706-50)             |
| 1720 - 1723          | Francisco José de Sampaio e Castro | Vice-roi                                             | Jean V (1706-50)             |
| 1723                 | D. Cristóvão de Melo | Gouverneur intérimaire                               | Jean V (1706-50)             |
| 1723 - 1725          | D. Cristóvão de Melo, D. Inácio de Santa Teresa, archevêque de Goa et primat des Indes et Cristóvão Luís de Andrade | Conseil du gouvernement intérim                      | Jean V (1706-50)             |
| 1725 - 1732          | João de Saldanha da Gama | Gouverneur                                           | Jean V (1706-50)             |
| 1732                 | D. Inácio de Santa Teresa, archevêque de Goa et primat des Indes, D. Cristóvão de Melo et Tomé Gomes Moreira | Conseil du gouvernement intérim                      | Jean V (1706-50)             |
| 1732 - 1740          | D. Pedro de Mascarenhas, comte de Sandomil | Vice-roi                                             | Jean V (1706-50)             |
| 1740 - 1742          | D. Luís Carlos Inácio Xavier de Meneses, comte de Ericeira et marquis de Louriçal (2°fois) | Vice-roi                                             | Jean V (1706-50)             |
| 1742 - 1744          | D. Francisco de Vasconcelos, D. Lourenço de Noronha et D. Luís Caetano de Almeida | Conseil du gouvernement intérim                      | Jean V (1706-50)             |
| 1744 - 1750          | D. Pedro Miguel de Almeida Portugal e Vasconcelos, comte de Assumar, marquis de Castelo Novo et de Alorna | Vice-roi                                             | Jean V (1706-50)             |
| 1750 - 1754          | Francisco de Assis de Távora, marquis de Távora | Vice-roi                                             | Joseph Ier (1750-77)         |
| 1754 - 1756          | D. Luís Mascarenhas, comte d' Alva | Vice-roi                                             | Joseph Ier (1750-77)         |
| 1756 - 1757          | D. António Taveira da Neiva Brum da Silveira, archevêque de Goa et primat des Indes, João de Mesquita Matos Teixeira et Filipe de Valadares Sotomaior (Gouverneur de Daman)                                                                                             | Conseil du gouvernement intérim                      | Joseph Ier (1750-77)         |
| 1757 - 1758          | D. António Taveira da Neiva Brum da Silveira, archevêque de Goa et primat des Indes | Conseil du gouvernement intérim                      | Joseph Ier (1750-77)         |
| 1758 - 1765          | Manuel de Saldanha e Albuquerque, comte d' Ega | Vice-roi                                             | Joseph Ier (1750-77)         |
| 1765 - 1768          | D. António Taveira da Neiva Brum da Silveira, archevêque de Goa et primat des Indes, João Baptista Vaz Pereira et D. João José de Melo (vedor da Fazenda) | Conseil du gouvernement intérim                      | Joseph Ier (1750-77)         |
| 1768 - 1774          | D. João José de Melo | Gouverneur et capitaine général de l'Inde            | Joseph Ier (1750-77)         |
| 1774                 | Filipe Valadares Sotomaior | Gouverneur intérimaire                               | Joseph Ier (1750-77)         |
| 1774 - 1779          | D. José Pedro da Câmara | Gouverneur et capitaine général de l'Inde            | Marie Ire (1777-1816)        |
| 1779 - 1786          | D. Frederico Guilherme de Sousa Holstein | Gouverneur et capitaine général de l'Inde            | Marie Ire (1777-1816)        |
| 1786 - 1794          | Francisco da Cunha e Menezes | Gouverneur et capitaine général de l'Inde            | Marie Ire (1777-1816)        |
| 1794 - 1806          | Francisco António da Veiga Cabral da Câmara Pimentel, vicomte de Mirandela | Gouverneur et capitaine général de l'Inde            | Marie Ire (1777-1816)        |
| 1806 - 1816          | D. Bernardo José Maria da Silveira e Lorena, comte de Sarzedas | Vice-roi et capitaine général de l'Inde              | Marie Ire (1777-1816)        |
| 1816 - 1821          | D. Diogo de Sousa, comte de Rio Pardo | Vice-roi et capitaine général de l'Inde              | Jean VI (1816-26)            |
| 1821                 | Manuel José Gomes Loureiro, Manuel Godinho Mira, Joaquim Manuel Correia da Silva e Gama, Gonçalo de Magalhães Teixeira Pinto et Manuel Duarte Leitão | Junte provisoire du gouvernement de l'État de l'Inde | Jean VI (1816-26)            |
| 1821 - 1822          | D. Manuel da Câmara, D. Frei de São Tomás de Aquino, António José de Melo Sotomaior Teles, João Carlos Leal et António José de Lima Leitão | Junte provisoire du gouvernement de l'État de l'Inde | Jean VI (1816-26)            |
| 1822 - 1823          | D. Manuel da Câmara, D. Frei de São Tomás de Aquino, António José de Melo Sotomaior Teles, João Carlos Leal et Joaquim Mourão Garcez Palha | Junte provisoire du gouvernement de l'État de l'Inde | Jean VI (1816-26)            |
| 1823 - 1825          | D. Manuel da Câmara (dissout la Junte et assuma per se le gouvernement de l'Inde) | Vice-roi et capitaine général de l'Inde              | Jean VI (1816-26)            |
| 1825 - 1826          | D. Frei Manuel de São Galdino, Cândido José Mourão Garcês Palha et António Ribeiro de Carvalho | Conseil du gouvernement de l'État de l'Inde          | Jean VI (1816-26)            |
| 1826 - 1830          | D. Manuel Francisco de Portugal e Castro | Gouverneur et capitaine général de l'Inde            | Marie II (1826-28)           |
| 1826 - 1835          | D. Manuel Francisco de Portugal e Castro | Vice-roi et capitaine général de l'Inde              | Miguel I (1828-34)           |
| 1835                 | Bernardo Peres da Silva (1re fois) seul naturel de Goa à exercer la charge | Gouverneur                                           | Marie II (1834-53)           |
| 1835                 | D. Manuel Francisco de Portugal e Castro | Gouverneur                                           | Marie II (1834-53)           |
| 1835                 | Manuel Correia da Silva e Gama | Gouverneur                                           | Marie II (1834-53)           |
| 1835 - 1837          | João Casimiro Pereira da Rocha de Vasconcelos, Manuel José Ribeiro, Frei Constantino de Santa Rita, João Cabral de Estefique, António Maria de Melo, Joaquim António de Morais Carneiro, António Mariano de Azevedo et José António de Lemos (depuis 1836 limité à Goa) | Conseil du gouvernement de l'État de l'Inde          | Marie II (1834-53)           |
| 1836 - 1837          | Bernardo Peres da Silva (2e fois, ne gouvernant que Daman et Diu; la Junte provisoire maintint le gouvernement de Goa) | Gouverneur                                           | Marie II (1834-53)           |
| 1837 - 1839          | Simão Infante de Lacerda de Sousa Tavares, baron de Sabroso (restaure l'unité de l'État de l'Inde) | Gouverneur                                           | Marie II (1834-53)           |
| 1839                 | José António Vieira da Fonseca | Gouverneur                                           | Marie II (1834-53)           |
| 1839 - 1840          | Manuel José Mendes, baron de Candal | Gouverneur                                           | Marie II (1834-53)           |
| 1840                 | José António Vieira da Fonseca, José Câncio Freire de Lima, António João de Ataíde, Domingos José Mariano Luís, José da Costa Campos et Caetano de Sousa e Vasconcelos                                                                                                  | Conseil du gouvernement de l'État de l'Inde          | Marie II (1834-53)           |
| 1840 - 1842          | Joaquim Lopes Lima | Gouverneur intérimaire                               | Marie II (1834-53)           |
| 1842                 | António Ramalho de Sá, António José de Melo Sotomaior Teles, António João de Ataíde, José da Costa Campos y Caetano de Sousa e Vasconcelos | Conseil du gouvernement de l'État de l'Inde          | Marie II (1834-53)           |
| 1842 - 1843          | Francisco Xavier da Silva Pereira, conde das Antas | Gouverneur                                           | Marie II (1834-53)           |
| 1843 - 1844          | Joaquim Mourão Garcês Palha | Gouverneur                                           | Marie II (1834-53)           |
| 1844 - 1851          | José Ferreira Pestana, appelé «Tito» le «Delice des Indes» (1°fois) | Gouverneur                                           | Marie II (1834-53)           |
| 1851 - 1855          | José Joaquim Januário Lapa, vicomte de Vila Nova de Ourém | Gouverneur                                           | Pierre V (1853-61)           |
| 1855                 | D. Frei Joaquim de Santa Rita Botelho, archevêque de Goa et primat des Indes, Luís da Costa Campos, Francisco Xavier Peres, Bernardo Heitor da Silva e Lorena et Vítor Anastácio Mourão Garcês Palha                                                                    | Conseil du gouvernement de l'État de l'Inde          | Pierre V (1853-61)           |
| 1855 - 1864          | António César de Vasconcelos Correia, conde de Torres Novas | Gouverneur                                           | Pierre V (1853-61)           |
| 1864 - 1870          | José Ferreira Pestana (2°fois) | Gouverneur                                           | Louis Ier (1861-89)          |
| 1870 - 1871          | Januário Correia de Almeida, comte de São Januário | Gouverneur                                           | Louis Ier (1861-89)          |
| 1871 - 1875          | Joaquim José Macedo e Couto | Gouverneur                                           | Louis Ier (1861-89)          |
| 1875 - 1877          | João Tavares de Almeida | Gouverneur                                           | Louis Ier (1861-89)          |
| 1877                 | D. Aires de Ornelas e Vasconcelos, archevêque de Goa et primat des Indes, João Caetano da Silva Campos, Francisco Xavier Soares da Veiga et Eduardo Augusto de Sá Nogueira Pinto Balsemão                                                                               | Conseil du gouvernement de l'État de l'Inde          | Louis Ier (1861-89)          |
| 1877 - 1878          | António Sérgio de Sousa | Gouverneur                                           | Louis Ier (1861-89)          |
| 1878                 | D. Aires de Ornelas e Vasconcelos, archevêque de Goa et primat des Indes, João Caetano da Silva Campos, Francisco Xavier Soares da Veiga et António Sérgio de Sousa Júnior                                                                                              | Conseil du gouvernement de l'État de l'Inde          | Louis Ier (1861-89)          |
| 1878 - 1882          | Caetano Alexandre de Almeida e Albuquerque | Gouverneur                                           | Louis Ier (1861-89)          |
| 1882 - 1886          | Carlos Eugénio Correia da Silva, vicomte de Paço d'Arcos | Gouverneur                                           | Louis Ier (1861-89)          |
| 1886                 | D. António Sebastião Valente, archevêque de Goa et primat des Indes, José de Sá Coutinho, José Inácio de Brito y José Maria Teixeira Guimarães | Consejo de gobierno del Estado de India              | Louis Ier (1861-89)          |
| 1886                 | Francisco Joaquim Ferreira do Amaral | Gouverneur                                           | Louis Ier (1861-89)          |
| 1886                 | D. António Sebastião Valente, archevêque de Goa et patriarche des Indes Orientales, José de Sá Coutinho, José Inácio de Brito et José Maria Teixeira Guimarães | Conseil du gouvernement de l'État de l'Inde          | Louis Ier (1861-89)          |
| 1886 - 1889          | Augusto César Cardoso de Carvalho | Gouverneur                                           | Louis Ier (1861-89)          |
| 1889                 | Joaquim Augusto Mouzinho de Albuquerque | Gouverneur intérimaire                               | Charles Ier (1889-1908)      |
| 1889                 | D. António Sebastião Valente, archevêque de Goa et patriarche des Indes Orientales, Joaquim Borges de Azevedo Enes, José Inácio de Brito et Joaquim Augusto Mouzinho de Albuquerque                                                                                     | Conseil du gouvernement de l'État de l'Inde          | Charles Ier (1889-1908)      |
| 1889 - 1891          | Vasco Guedes de Carvalho e Menezes | Gouverneur                                           | Charles Ier (1889-1908)      |
| 1891                 | Francisco Maria da Cunha | Gouverneur                                           | Charles Ier (1889-1908)      |
| 1891 - 1892          | João Manuel Correia Taborda (1°fois) | Gouverneur intérimaire                               | Charles Ier (1889-1908)      |
| 1892                 | D. António Sebastião Valente, archevêque de Goa et patriarche des Indes Orientales, Luís Fisher Berquó Falcão, Raimundo Maria Correia Mendes et João Manuel Correia Taborda                                                                                             | Conseil du gouvernement de l'État de l'Inde          | Charles Ier (1889-1908)      |
| 1892 - 1893          | Francisco Teixeira da Silva | Gouverneur                                           | Charles Ier (1889-1908)      |
| 1893                 | Luís Poças Falcão, Raimundo Maria Correia Mendes et João Manuel Correia Taborda | Conseil du gouvernement de l'État de l'Inde          | Charles Ier (1889-1908)      |
| 1893 - 1894          | Rafael Jácome de Andrade (1°fois) | Gouverneur                                           | Charles Ier (1889-1908)      |
| 1894                 | João Manuel Correia Taborda (2°fois) | Gouverneur intérimaire                               | Charles Ier (1889-1908)      |
| 1894                 | D. António Sebastião Valente, archevêque de Goa et patriarche des Indes Orientales, Francisco António Ochoa, Luís Carneiro de Sousa e Faro et João Manuel Correia Taborda                                                                                               | Conseil du gouvernement de l'État de l'Inde          | Charles Ier (1889-1908)      |
| 1894 - 1895          | Elesbão José de Bettencourt Lapa, vicomte de Vila Nova de Ourém | Gouverneur                                           | Charles Ier (1889-1908)      |
| 1895 - 1896          | Rafael Jácome de Andrade (2°fois) | Gouverneur                                           | Charles Ier (1889-1908)      |
| 1896                 | Infante D. Afonso Henriques de Bragança, Duc de Porto | Vice-roi                                             | Charles Ier (1889-1908)      |
| 1896 - 1897          | João António de Brissac das Neves Ferreira | Gouverneur intérimaire                               | Charles Ier (1889-1908)      |
| 1897                 | João Manuel Correia Taborda (3°fois) | Gouverneur intérimaire                               | Charles Ier (1889-1908)      |
| 1897                 | D. António Sebastião Valente, archevêque de Goa et patriarche des Indes Orientales, Francisco António Ochoa, João de Melo Sampaio et João Manuel Correia Taborda | Conseil du gouvernement de l'État de l'Inde          | Charles Ier (1889-1908)      |
| 1897                 | D. António Sebastião Valente, archevêque de Goa et patriarche des Indes Orientales, Abel Augusto Correia do Pinto, João de Melo Sampaio et João Manuel Correia Taborda                                                                                                  | Conseil du gouvernement de l'État de l'Inde          | Charles Ier (1889-1908)      |
| 1897 - 1900          | Joaquim José Morgado | Gouverneur                                           | Charles Ier (1889-1908)      |
| 1900 - 1905          | Eduardo Augusto Rodrigues Galhardo | Gouverneur                                           | Charles Ier (1889-1908)      |
| 1905                 | D. António Sebastião Valente, archevêque de Goa et patriarche des Indes Orientales, Alfredo Mendonça David, José Emílio Santana da Cunha Castel-Branco y Francisco Maria Peixoto Vieira                                                                                 | Conseil du gouvernement de l'État de l'Inde          | Charles Ier (1889-1908)      |
| 1905 - 1907          | Arnaldo de Novais Guedes Rebelo | Gouverneur                                           | Charles Ier (1889-1908)      |
| 1907                 | Bernardo Nunes Garcia, César Augusto Rancon et Francisco Maria Peixoto Vieira | Conseil du gouvernement de l'État de l'Inde          | Charles Ier (1889-1908)      |
| 1907 - 1910          | José Maria de Sousa Horta e Costa | Gouverneur                                           | Republique (1910 et suivant) |
| 1910 - 1917          | Francisco Manuel Couceiro da Costa | Gouverneur général                                   | Republique (1910 et suivant) |
| 1917                 | Francisco Maria Peixoto Vieira (1°fois) | Gouverneur général intérimaire                       | Republique (1910 et suivant) |
| 1917                 | Francisco Peixoto de Oliveira e Silva, Francisco Wolfgango da Silva et Francisco Maria Peixoto Vieira | Conseil du gouvernement de l'État de l'Inde          | Republique (1910 et suivant) |
| 1917 - 1919          | José de Freitas Ribeiro | Gouverneur général                                   | Republique (1910 et suivant) |
| 1919 - 1920          | Augusto de Paiva Bobela da Mota | Gouverneur général intérimaire                       | Republique (1910 et suivant) |
| 1920 - 1925          | Jaime Alberto de Castro Morais | Gouverneur général                                   | Republique (1910 et suivant) |
| 1925                 | Francisco Maria Peixoto Vieira (2°fois) | Gouverneur général intérimaire                       | Republique (1910 et suivant) |
| 1925 - 1926          | Mariano Martins | Gouverneur                                           | Republique (1910 et suivant) |
| 1926                 | Tito de Morais | Gouverneur général intérimaire                       | Republique (1910 et suivant) |
| 1926 - 1927          | Acúrcio Mendes da Rocha Dinis | Gouverneur général intérimaire                       | Republique (1910 et suivant) |
| 1927 - 1929          | Francisco Massano de Amorim | Gouverneur général                                   | Republique (1910 et suivant) |
| 1929                 | Acúrcio Mendes da Rocha Dinis | Gouverneur général intérimaire                       | Republique (1910 et suivant) |
| 1929 - 1930          | Alfredo Pedro de Almeida | Gouverneur général                                   | Republique (1910 et suivant) |
| 1930 - 1936          | João Carlos Craveiro Lopes | Gouverneur général                                   | Republique (1910 et suivant) |
| 1936 - 1938          | Francisco Higino Craveiro Lopes | Gouverneur général intérimaire                       | Republique (1910 et suivant) |
| 1938 - 1945          | José Ricardo Pereira Cabral | Gouverneur général                                   | Republique (1910 et suivant) |
| 1945 - 1946          | Paulo Bernard Guedes | Gouverneur général intérimaire                       | Republique (1910 et suivant) |
| 1946 - 1947          | José Silvestre Ferreira Bossa | Gouverneur général                                   | Republique (1910 et suivant) |
| 1947 - 1948          | José Alves Ferreira | Gouverneur général intérimaire                       | Republique (1910 et suivant) |
| 1948 - 1952          | Fernando Quintanilha e Mendonça Dias | Gouverneur général                                   | Republique (1910 et suivant) |
| 1952 - 1958          | Paulo Bernard Guedes | Gouverneur général                                   | Republique (1910 et suivant) |
| 1958 - 1961          | Manuel António Vassalo e Silva | Gouverneur général                                   | Republique (1910 et suivant) |

1. ↑  Ne parvint pas à prendre possession comme gouverneur / Vice-roi, même s'il avait été distingué comme tel par le roi du Portugal.